# 安東舜季
安東 舜季（あんどう きよすえ、1514年（永正11年） - 1553年9月18日（天文22年8月11日））は、出羽の戦国大名。檜山系安東氏の第七代当主。安東尋季の子で安東愛季の父。正室は湊安東堯季の女。居城は檜山城。

## 生涯
湊家との間に起こったと推測されている第一次の湊騒動の当事者とする見解が一部より出されている。また、安東氏の服属下にある蝦夷地の蠣崎氏の支配を強化するため、自ら蝦夷地を巡察した。このときに、それまで100年間続いていた蠣崎氏とアイヌの紛争を調停し、交易の協定を締結させている。松前藩の記録（『新羅之記録』）によると、1550年（天文19年）に蝦夷入りした（「東公の島渡」と呼ぶ）舜季の立ち会いの下、松前大館の蠣崎季広、日の本蝦夷酋長の知内のチコモタイン及び唐子蝦夷酋長のセタナイのハシタインが講和し、両酋長はそれぞれ東夷尹、西夷尹とされ（「尹」とは裁判権を持つ統率者の意）蝦夷から松前への渡航を統制すること、ハシタインは上ノ国に居住すること、季広は和人との交易税（原文：『自商賈役』）の一部を「夷役」として両尹に献上することが定められたという。また、同時期にアイヌ民族の商船が松前へ往来する手順も決められた。
一般には戦国時代の蝦夷地は安東氏の統制を離れ、蠣崎氏が自立したと認識されているが、この経緯は、未だ安東氏の蝦夷地に対する権威が生きていたことを示すものとして注目されている。

## 偏諱を受けた人物
- 蠣崎舜広?（季広の子、※ほぼ同年代に生きた人物だが、「舜」の読みが異なるため確証はない。）